# Stilbaceae
Stilbaceae é o nome botânico de uma família de plantas  com 7  géneros dentro da ordem Lamiales. São naturais das regiões subtropicais do Sul de África na África do Sul.
São plantas xerófitas perenes, hermafroditas com flores solitárias axilares com cálice tubular.

## Géneros
Relação de géneros segundo o APWeb:
- Anastrabe Bentham
- Bowkeria Harvey
- Brookea Bentham
- Campylostachys Kunth = ?Stilbe Bergius
- Charadrophila Marloth
- Eurylobium Hochst. = Stilbe Bergius
- Euthystachys A.DC. = ?Stilbe Bergius
- Ixianthes Bentham
- Halleria L.
- Kogelbergia Rourke = ?Stilbe Bergius
- Lachnopylis Hochst. = Nuxia Lamarck
- Nuxia Lamarck
- Retzia Thunberg = Stilbe Bergius
- Stilbe Bergius
- Thesmophora Rourke
- Xeroplana Briq. = Stilbe Bergius

## Sinonímia
- Retziaceae[2]